# Arzene
Arzene (friuli nyelven Darzin) település Olaszországban, Friuli-Venezia Giulia régióban, Pordenone megyében.  Arzene Casarsa della Delizia, San Martino al Tagliamento, Valvasone, San Giorgio della Richinvelda és Zoppola községekkel határos.

## Népesség
A település népességének változása: